# Zolote
Zolote (em ucraniano:  Золотé, em russo:  Золотóе) é uma cidade da Ucrânia, situada no Oblast de Lugansk. Está sob controle militar russo desde 23/06/2022, após um cerco tático efetuado por forças militares russas e separatistas. Tem 24,91 km² de área e sua população em 2020 foi estimada em 13.374 habitantes.